# Gederovci
Gederovci (mađarski Kőhida, prekomurski Gederouvci, njemački Sicheldorf) je naselje u slovenskoj Općini Tišini. Gederovci se nalazi u pokrajini Prekomurju i statističkoj regiji Pomurju. 

## Stanovništvo
Prema popisu stanovništva iz 2002. godine naselje je imalo 173 stanovnika.